# A. I. - kunstig intelligens
|  | Denne artikel omhandler en film. Se også kunstig intelligens. |
A. I. – kunstig intelligens (originaltitel A.I. Artificial Intelligence) er en science fiction-film fra 2001, der blev påbegyndt af Stanley Kubrick sammen med Steven Spielberg, der færdiggjorde filmen efter Kubricks død. Filmen er baseret på den korte science fiction-historie Super-Toys Last All Summer Long (Superlegetøj holder hele sommeren igennem) af forfatteren Brian Aldiss.

## Handling
Filmen handler om et robotbarn, som erstatter et komalagt menneskebarn i en familie. Robotten er unik ved at den kan have følelser. Når menneskebarnet vågner op fra sin koma, begynder der at opstå konkurrence imellem robotten og den rigtige barn. Det fører til at robotten bliver efterladt i en skov. Robotten forsøger så at finde familien igen og kommer i kontakt med mange underlige robotter og scenarier.